# Korzeniec (powieść)
Korzeniec – powieść Zbigniewa Białasa, wydana w 2011 roku nakładem warszawskiego Wydawnictwa MG.
Tytuł odnosi się do jednego z bohaterów: Alojzego Korzeńca, ale także podkreśla więź fabuły z korzennością. Inspiracją do napisania powieści był dla autora kafelek umieszczony w posadzce sosnowieckiego domu przy ulicy Żytniej 16.
Korzeniec jest pierwszym tomem "trylogii sosnowieckiej". Tom drugi, Puder i pył, ukazał się w roku 2013, a trzeci, Tal, w roku 2015 nakładem Wydawnictwa MG.

## Bohaterowie, czas i miejsce akcji
Ważniejsze postaci występujące w powieści:
- Alojzy Korzeniec – glazurnik z Sosnowca, właściciel dobrze prosperującej firmy kafelkarskiej
- Jadwiga Korzeniec (de domo Zimorodzic) – żona Alojzego, autorka sentymentalnych powieści w odcinkach pisanych pod pseudonimem do miejscowej gazety
- Antonina Zimorodzic - matka Jadwigi Korzeniec
- Walerian Monsiorski – redaktor naczelny „Iskry”
- Heinrich Dietel (młodszy) – niemiecki fabrykant, właściciel przędzalni czesankowej
- Emma (hist. Niukanen - ale autor nie wymienia nazwiska) – fińska bona zatrudniona przez Dietlów
- Heinz Dietel i Inge Dietel – podopieczni Emmy
- Emanuel Appel, Tadeusz Meyerhold, Andrzej Neumann, Lechosław Lech-Leszka – sosnowieccy moderniści, kawiarniani dyskutanci.
- Panna Izabela (autor nie wymienia nazwiska) – nauczycielka, sufrażystka, esperantystka
- Szymon Kogut – czeladnik w firmie Alojzego Korzeńca
- Eustachy Goździk - zarządca rzeźni miejskiej
- Estera Pławner – młoda Żydówka zatrudniona najpierw u Korzeńców, a następnie u Dietlów
- Kapitan Berndt Schulte – młody pruski oficer posterunku granicznego w Mysłowicach
- mieszkańcy Sosnowca i okolic

Czas akcji: 28 czerwca 1913 – 28 czerwca 1914.
Miejsce akcji: Sosnowiec, Mysłowice, Trójkąt Trzech Cesarzy, epizodycznie - Siewierz.

## Odbiór
W recenzjach wydawniczych przed ukazaniem się powieści podkreślono, że fabryczne i podupadające architektonicznie, zniszczone miasto, jakim jest Sosnowiec, odnalazło wreszcie swojego kronikarza, który umyślił sobie pokazać je w momencie, gdy stawało się częścią rosyjskiego traktu kolejowego... Fakt, iż autor umieścił akcję w przededniu I wojny światowej i unaocznił wewnętrzne konflikty miejskie, z których konflikt główny uczynił sprawą polityczną, zadecydował o szczególnej ważności tej książki.
Recenzje po ukazaniu się książki: [D]la wszystkich znajdzie się w powieści coś szczególnie smakowitego. Dla jednych będzie to naprawdę sensacyjna fabuła, historia tajemniczej zbrodni badana przez niefachowego redaktora lokalnej gazety, dla innych charakterystyki postaci, czasem wręcz brawurowo przedstawiane, dla kolejnych stałe przywoływanie wydarzeń i osób historycznych, dla wszystkich wreszcie potoczysta narracja pełna lekkiego humoru i język opisów (Tomasz Kostro, "SOSNart"). Korzeniec ma wszystko to, co historyczno-obyczajowa powieść mieć powinna ... Czyżby to nowy diament literacki Zagłębia? (Maciej Bylczyński, "SOSNart"). Ma Wrocław swojego Krajewskiego, miał Sztokholm swojego Stiega Larssona, a Sosnowiec ma Zbigniewa Białasa. Profesor anglistyki na Uniwersytecie Śląskim ... napisał książkę, której jego rodzinnemu miastu mogą pozazdrościć Katowice, Gliwice czy Zabrze (Katarzyna Pachelska, "Dziennik Zachodni"). Tak fascynująco o ukochanym mieście potrafi pisać chyba tylko Leopold Tyrmand zaś Zbigniew Białas odkrywając przed czytelnikiem sekrety Sosnowca nie tylko nie odziera go z magii, lecz wręcz przeciwnie – czyni go miejscem, który wciąż zaskakuje i przyciąga (Justyna Gul, granice.pl). Sosnowiec to społeczny i obyczajowy tygiel rozwijającego się zagłębia przemysłowego i najdalej na zachód wysunięte miasto rosyjskiego imperium naznaczonego zbliżającym się już rozpadem. Świetnie i wiarygodnie opisane (Leszek Bugajski, "Business Traveller Poland"). [P]ieczołowity badacz historii… Pisze swój niby-kryminał smakowicie (Szpilman, Kiepura i Gierek w tle!), z talentem… pointylisty... daleko od tzw. mainstreamu (Tomasz Sas, Express Ilustrowany, Łódź). Czytający poznaje fantastyczną historię miasta, którego nie ma, a może nawet nigdy nie było (Ada Grzelewska, finelife.pl).
Obszerne wywiady z autorem po ukazaniu się powieści zamieściły: "Gazeta Wyborcza", "Dziennik Zachodni", Program 2 Polskiego Radia, dwukrotnie Polskie Radio Łódź, TVP 2, kilkakrotnie TVP Katowice, TV Sosnowiec, Granice.pl, "Wiadomości Zagłębia", e-sosnowiec.pl, "Kurier Miejski", Radio Egida, "Gazeta Uniwersytecka UŚ", Śląsk, "Nowe Zagłębie".
W dniach 28 listopada - 2 grudnia oraz 5 - 9 grudnia 2011 dziesięć fragmentów powieści wyemitował Program 2 Polskiego Radia w cyklu „To się czyta” w interpretacji Mariana Opani.
We wrześniu 2011 firma Silesia Events zorganizowała pierwszy cykl wycieczek „Śladami Korzeńca” w ramach Gier Miejskich.
W styczniu 2012 ukazał się pierwszy historyczno-topograficzny przewodnik po mieście śladami bohaterów powieści.

## Nagrody i wyróżnienia
- Śląski Wawrzyn Literacki 2011: nagroda przyznawana przez Bibliotekę Śląską w Katowicach[23].
- Nagroda Artystyczna Miasta Sosnowca (edycja 2012)[24]
- Zagłębiowska Nagroda "Humanitas" 2013
- "Najlepsza książka na jesień" (edycja 2011): w plebiscycie zorganizowanym przez największy polski wortal literacki granice.pl. Wybór internautów w kategorii "proza polska".
- „Najlepsza Książka Roku 2011”: w plebiscycie organizowanym przez granice.pl. Wybór internautów w kategorii "proza polska"[25]
- Nominacja do nagrody "Historia zebrana" (edycja 2011) w konkursie organizowanym przez wortal historyczny histmag.org. Jedyny utwór beletrystyczny, który uzyskał nominację[26]
- Nominacja do Nagrody Literackiej Srebrny Kałamarz 2011 przyznawanej przez Fundację im. Konstantego Ildefonsa Gałczyńskiego[27]

## Adaptacja teatralna
Spektakl będący adaptacją powieści został wystawiony w ramach obchodów 115-lecia Teatru i 110-lecia miasta przez Teatr Zagłębia w Sosnowcu. Polska prapremiera: 26 maja 2012. Reżyseria i scenografia: Remigiusz Brzyk, adaptacja i dramaturgia: Tomasz Śpiewak, muzyka Jacek Grudzień. Podczas premiery wystąpili: Grzegorz Kwas (Alojzy Korzeniec, Walerian), Maria Bieńkowska (Jadwiga), Agnieszka Okońska (Emma), Edyta Ostojak (Ester), Wojciech Leśniak (Kerszenblat, Ociepa, Rzeźnik), Agnieszka Bieńkowska (Matka), Ewa Kopczyńska (Izabela, Pani Doktor), Michał Bałaga (Andrzej, Celnik Wilhelm), Aleksander Blitek (Sosnowiczanin 1), Tomasz Muszyński (Sosnowiczanin 2, Klaja), Jarosław Tyran (Kiepura, Ojciec, Policjant), Piotr Bułka (Czeladnik Kogut, Lubelski), Przemysław Kania (Meyerhold, Celnik Franz), Krzysztof Korzeniowski (Emanuel, Celnik Mikołaj).
Wersję telewizyjną na potrzeby Teatru Telewizji zrealizowali Remigiusz Brzyk oraz Marcin Koszałka. Spektakl emitowano 1 kwietnia 2014 w paśmie TVP Kultura.

### Odbiór spektaklu
„Według "Korzeńca" można by natychmiast nakręcić trzymający w napięciu wieloodcinkowiec miary "The Killing" czy "The Wire" - seriali kryminalnych, w których zbrodnie to tylko pretekst, by pokazać, jak działa i degeneruje się system sprawiedliwości, edukacji, ochrony mniejszości. […] Utrzymany w klimacie nowoczesnego, trzeźwego sentymentalizmu "Korzeniec" […] wydaje się najlepszym, co mogło wydarzyć się w tym miejscu i w tym momencie" (J. Derkaczew, Gazeta Wyborcza). „Po sukcesie czytelniczym powieści wiele wskazuje na to, że jej sceniczna wersja, zrealizowana w Teatrze Zagłębia, osiągnie równie wielką popularność. […] Kto nie zna "Korzeńca" - serdecznie polecam. I książkę, i spektakl, bo w obydwu wersjach to rzecz wyjątkowa" (H. Wach-Malicka, Dziennik Zachodni). „Manifest lokalnej tożsamości… Sosnowiecka „Ziemia obiecana"” (D. Lubina-Cipińska, Rzeczpospolita). "Przykład teatru rozrywkowego, ale stawiającego ważne społeczne pytania" (W. Mrozek, Przekrój). „Zaledwie w kilka dni po premierze spektakl okrzyknięto Cholonkiem Zagłębia…[a] książka Białasa w pewnym sensie zaczyna pełnić rolę mitu założycielskiego miasta” (A. Głowacka, Śląsk). Maciej Nowak uznał spektakl za jedną z pięciu najważniejszych premier teatralnych roku 2012. Pochlebne recenzje zamieściły także: Wiadomości Zagłębia, "SOSNart" "Ultramaryna" oraz portale specjalistyczne: "Teatralia" oraz "Teatr dla Was". Reportaże o spektaklu były emitowane w Teleexpressie, TVP2 i TVP3. W specjalistycznej prasie zagranicznej o "Korzeńcu" pisały czeskie "Divadelni noviny".
Na deskach Teatru Zagłębia spektakl gościł 57 razy (stan na 3 marca 2019). Ponadto w roku 2012 przedstawienie wystawiono plenerowo w Katowicach - w ramach XIV Letniego Ogrodu Teatralnego (18.08) oraz podczas czterech festiwali teatralnych: w Częstochowie - 6. Międzynarodowy Przegląd Przedstawień Istotnych "Przez Dotyk" (25.10), w Zabrzu - XII Festiwal Dramaturgii Współczesnej "Rzeczywistość Przedstawiona" (27.10), w Wałbrzychu - 10. Fanaberie Teatralne (18.11.2012) i Krakowie - Międzynarodowy Festiwal Teatralny "Boska Komedia" (10.12). W roku 2013 spektakl zaproszono na kolejne festiwale: XV Ogólnopolski Festiwal Sztuki Reżyserskiej "Interpretacje", Teatr Śląski w Katowicach ("Pokaz Mistrzowski": 17.03); 33 Warszawskie Spotkania Teatralne, Teatr Dramatyczny, Warszawa (27 i 28.04) oraz Festiwal Debiutantów "Pierwszy Kontakt", Teatr im. Wilama Horzycy, Toruń (29.05). Spektakl został też zakwalifikowany do finału 19. Ogólnopolskiego Konkursu na Wystawienie Polskiej Sztuki Współczesnej organizowanego przez Ministerstwo Kultury i Dziedzictwa Narodowego oraz Instytut Teatralny im. Zbigniewa Raszewskiego w Warszawie. 1 października 2019 "Korzeniec" otwierał międzynarodowy festiwal teatralny "Demoludy" w Teatrze im. S. Jaracza w Olsztynie.
21 maja 2020, podczas zamknięcia teatrów z powodu pandemii COVID-19, spektakl został za darmo wyemitowany przez Teatr Zagłębia w ramach Dnia Teatru Publicznego.

### Nagrody i wyróżnienia dla spektaklu
- Nagroda Główna XII Festiwalu Dramaturgii Współczesnej "Rzeczywistość Przedstawiona" - dla Remigiusza Brzyka za reżyserię (Zabrze 2012)[53].
- Nagroda Główna X Jubileuszowego Festiwalu "Fanaberie Teatralne" (Wałbrzych 2012)[54].
- Nagroda 5. Międzynarodowego Festiwalu "Boska Komedia" za Muzykę Oryginalną do Spektaklu[55] dla Jacka Grudnia (Kraków 2012)[56].
- Dwie "Złote Maski" (edycja śląska, 2012): "Przedstawienie Roku" oraz Rola Aktorska (Kobieca) - dla Edyty Ostojak za rolę Ester[57].
- Nagroda 5. Międzynarodowego Festiwalu "Boska Komedia" za Drugoplanową Rolę Żeńską - dla Edyty Ostojak za rolę Ester (Kraków 2012)[56].
- 2. Nagroda 2. Festiwalu Debiutantów "Pierwszy Kontakt", (Toruń 2013) - dla Edyty Ostojak za rolę Ester[58].
- Nagroda XII Festiwalu Dramaturgii Współczesnej "Rzeczywistość Przedstawiona" - dla Marii Bieńkowskiej za rolę Jadwigi (Zabrze 2012)[53].
- Nagroda im. Leny Starke przyznawana przez ZASP O/Katowice. Edycja 2012 - Agnieszka Bieńkowska: za role Antoniny Zimorodzic i Gołdy Lapidus[59].
- Nagroda Towarzystwa Przyjaciół Teatru Zagłębia dla najlepszego aktora. Edycja 2012 - Aleksander Blitek: za role Szwarcownika i Woźnicy[60].